# Plateforme nuage de Juyongguan
La Plateforme nuage de Juyongguan (chinois simplifié : 居庸关云台 ; chinois traditionnel : 居庸關雲臺 ; pinyin : Jūyōngguān Yúntái) est un monument datant du milieu du XIVe siècle et situé dans la vallée du Guangou, au niveau du col de Juyongguan de la Grande Muraille de Chine, dans le district de Changping de la municipalité de Pékin, à environ 60 kilomètres au nord-ouest du centre de Pékin. Bien que cette structure ressemble à une porte, elle servait à l'origine de base à trois dagobas, ou Stūpas, blancs, avec un passage permettant de la traverser. C'est un type de bâtiment connu sous le nom de "tour de rue traversante" (chinois simplifié : 过街塔 ; chinois traditionnel : 過街塔 ; pinyin : Guòjiētǎ). Cette plate-forme est réputée pour ses sculptures bouddhistes et ses inscriptions bouddhistes rédigées en six langues. La Plateforme de Nuage est le 98e site inclus dans le premier lot de 180 Sites historiques et culturels majeurs protégés au niveau national, défini par le Conseil d'État de Chine en avril 1961.

## Histoire

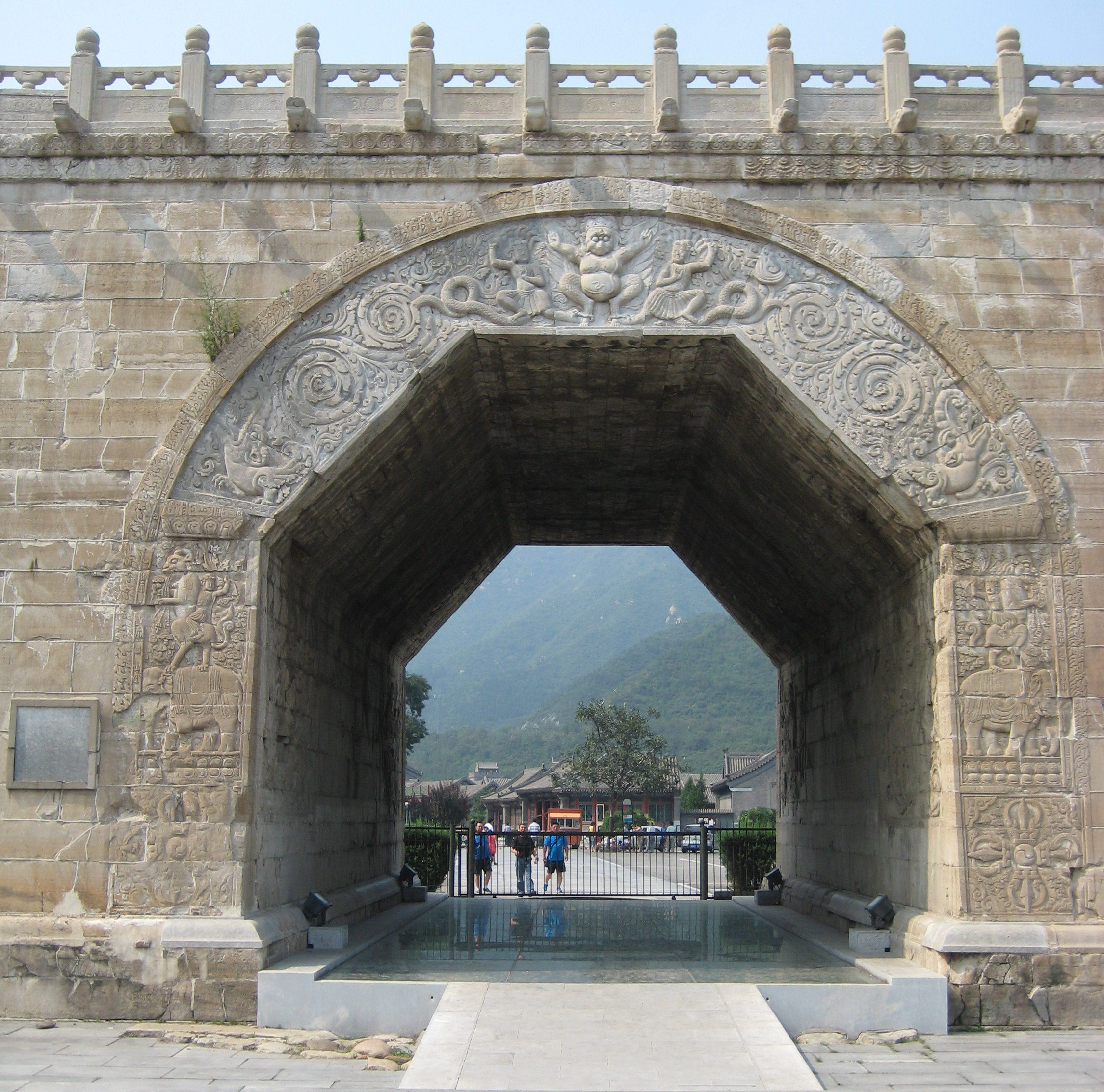
Arche semi-octagonale sur la face sud de la plateforme de Nuage

La plateforme est construite entre 1342 et 1345, sur ordre de l'empereur Togoontomor de la dynastie Yuan. Elle fait alors partie du temple bouddhiste Yongming Baoxiang (永明寶相寺), actuellement disparu, qui était situé au niveau du col de Juyongguan au nord-ouest de Cambaluc, la capitale des Yuan, qui correspond à l'actuelle ville de Pékin. La route reliant Cambaluc à Shangdu, la capitale d'été située plus au nord, passe alors par ce col, et l'empereur passe donc par ce temple au moins deux fois par an. Avant sa destruction, le temple avait une porte nord et une porte sud, la plateforme et ses trois dagobas blanches étant construite à l'intérieur de la porte sud. Le passage sous les dagobas est assez large pour permettre aux piétons et aux chariots de passer dans le temple,.
Selon les archives chinoises de l'époque, en 1343, le fonctionnaire Ouyang Xuan (歐陽玄, 1283-1358) reçoit 50 Taels d'argent pour avoir fait graver des inscriptions à des fins de dédicace sur deux stèles, afin de commémorer l'achèvement de la "tour de rue traversante" à Juyongguan. Cependant, la petite inscription en chinois située sur le mur ouest de la plateforme est datée du 9e mois de la 5e année de l'ère Zhizheng (1345), ce qui laisse supposer qu'il a dû falloir au moins deux ans pour achever ces gravures.
Gu Yanwu (1613-1682), un érudit de la dynastie Qing, suggère que la construction de la Plateforme Nuage a commencé en 1326. Son hypothèse se base sur un passage du Yuan Shi, l'histoire officielle de la dynastie Yuan, qui indique qu'un fonctionnaire ouïghour appelé Uduman (兀都蠻) a été envoyé pour graver des Dharanis dans la langue des barbares occidentaux (c'est-à-dire le tibétain) sur la paroi rocheuse de Juyongguan. Cependant, les inscriptions dont il est question dans ce passage ne sont probablement pas celles de la plateforme, et les études modernes datent sa construction de 1342 ou 1343.

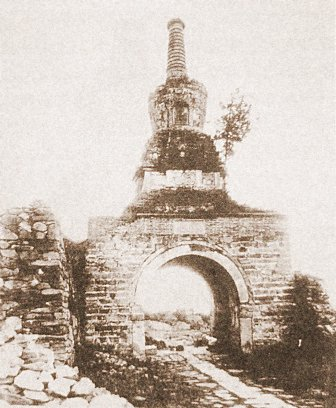
Stupa au sommet d'une arche ("tour de rue traversante") autrefois situées dans le temple Fahai à Pékin

Au début de la dynastie Ming (1368-1644), deux des trois dagobas de la plate-forme se sont déjà effondrés ou ont été démantelés. Sous le règne de l'empereur Ming Yingzong (1427-1464), il ne reste plus aucun dagoba, et la structure est baptisée "Plateforme nuage", car de loin, elle semble sortir des nuages. Elle est ensuite restaurée entre 1443 et 1450. En effet, lorsqu'elle est inspectée par une expédition japonaise en 1943, on trouve sur le dessus de la plateforme une stèle commémorant la restauration et datant de 1448. Cependant, les travaux de restauration ne sont pas achevée avant 1450, comme en témoigne une inscription située sur le côté droit du mur intérieur ouest de la plate-forme. En effet, cette inscription, datée du 15e jour du 5e mois de la 15e année de l'ère Zhengtong (1450), indique que la restauration a été effectuée par un bienfaiteur nommé Lin Puxian (林普賢) et qu'elle a impliqué la construction au sommet de la plateforme d'un temple bouddhiste en bois de cinq pièces, appelée temple Tai'an (泰安寺), à la place des dagobas d'origine,.
En 1702, durant la 41e année du règne de l'empereur Kangxi, un incendie se déclare, qui détruit totalement ce temple bouddhiste. Par la suite, la plateforme ne connait pas de nouveaux travaux de restauration et se dégrade au fil des années. Lorsqu'elle est inspectée par l'expédition japonaise en 1943, elle est dans un état de délabrement avancé. C'est en 1961 que la plateforme est finalement réparée et les balustrades situées autour du sommet restaurées. La plateforme est maintenant entourée d'un parking. À plusieurs centaines de mètres de la plateforme nuage, se trouvent des sections de la Grande Muraille qui remontent des deux côtés de la vallée et sont desservies par leurs propres parkings. Ces sections sont souvent encombrées de touristes qui cherchent à profiter de la vue panoramique. La plupart ne connaissent pas la Plateforme Nuage, qu'il est facile de manquer, tant depuis le sol que depuis les points de vue en haut des montagnes.

## Description

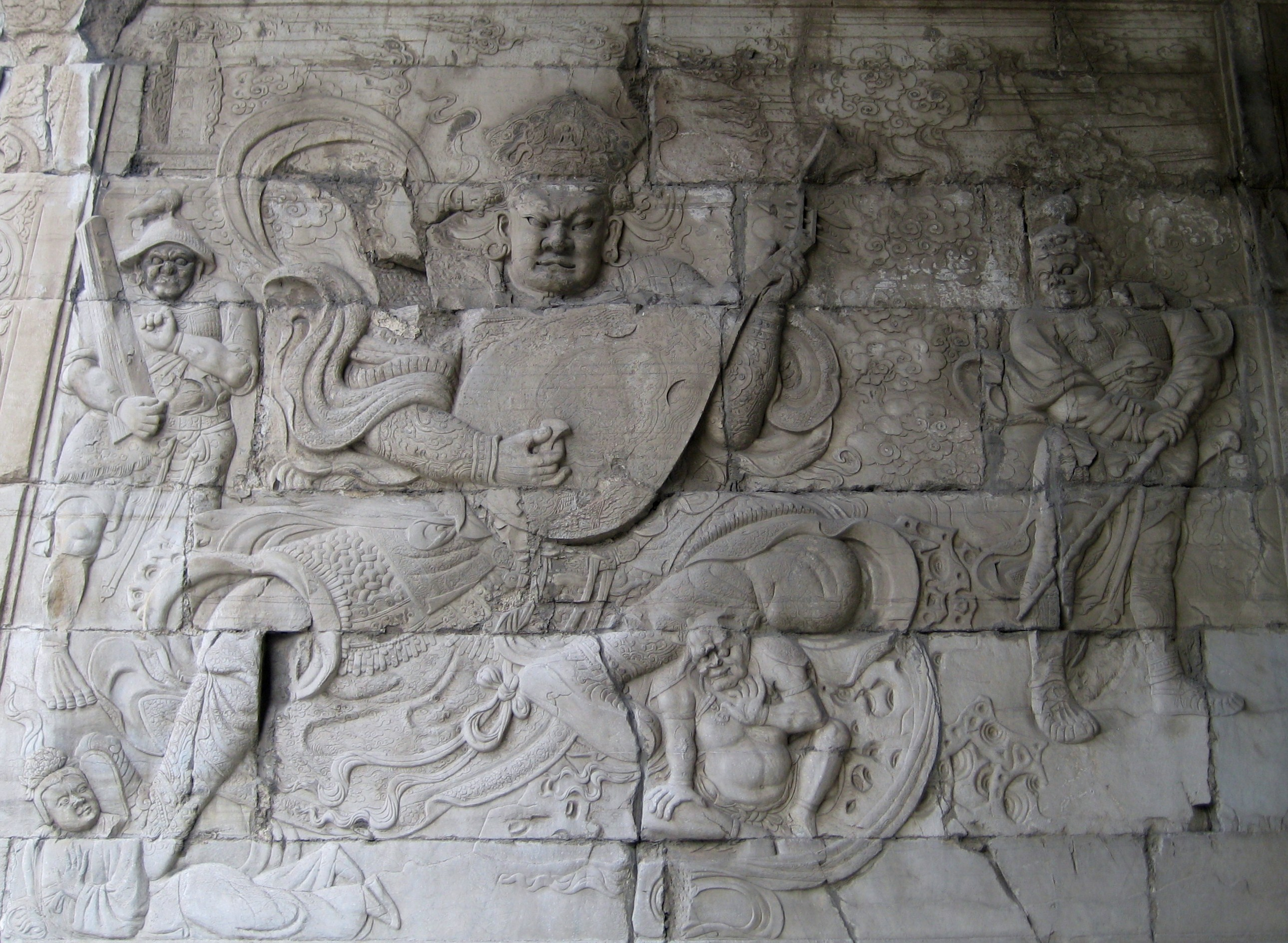
Roi Deva de l'Est, sur le mur est de la Plateforme Nuage

La Plateforme Nuage est une structure rectangulaire, avec des murs en pente recouverts de marbre blanc. Les dimensions de la plateforme sont de 28.84 X 17,57 m à la base et 24.04 X 14,73 m au sommet, pour une hauteur 9,5 m. Le sommet de la plateforme est entouré d'une balustrade en marbre, décorée avec des gargouilles à tête de dragon en marbre situées à la base de chaque pilier, pour un total 54 petites gargouilles sur les bords et quatre grandes gargouilles aux coins. Un passage orienté nord-sud traverse la plateforme, avec a chaque extrémité une ouverture en forme d'arc semi-octagonal de 6,32 m de large et 7,27 m de haut.
Les bords des arcs, ce des deux côtés du bâtiment, ainsi que les murs intérieurs et les plafonds du passage sont décorés de bas-reliefs représentant des images bouddhistes, ainsi que des textes bouddhistes gravés dans la pierre, dans six écritures différentes. L'iconographie bouddhiste est typique de l'école Sakyapa du bouddhisme tibétain, et est destinée à apporter des bénédictions à ceux qui empruntent le passage, ainsi qu'à protéger l'État Yuan et sa capitale du malheur.
L'arche nord et l'arche sud présentent la même décoration symétrique. De chaque côté de chaque arche se trouve un vajra croisé (viśvavajra), au-dessus duquel se trouve un éléphant surmonté d'un jeune homme chevauchant une créature mythique. Au sommet de chaque arche se trouve un garuda attrapant un couple de nagaraja mi-humain, mi-serpent.
Les extrémités des murs intérieurs sont décorées avec de grands bas-reliefs, mesurant chacun 2.75 X 3,65 m, représentant les Quatre Rois célestes, également connus sous le nom de Quatre Rois Deva. Chacun des rois a plusieurs assistants et piétine des démons ou des fantômes:
- Roi Deva du Nord (Vaiśravaṇa ; (chinois traditionnel : 多聞天王 ; pinyin : Duōwén Tiānwáng ; litt. « Roi Céleste aux nombreuses questions »), tenant un parasol, à l'extrémité nord du mur ouest
- Roi Deva du Sud (Virūḍhaka ; (chinois traditionnel : 增長天王 ; pinyin : Zēngzhǎng Tiānwáng ; litt. « Roi Céleste qui accroît »), tenant une épée, à l'extrémité sud du mur est
- Roi Deva de l'Est (Dhṛtarāṣṭra ; (chinois traditionnel : 持國天王 ; pinyin : Chíguó Tiānwáng ; litt. « Roi Céleste qui maintient les choses »), tenant un Pipa, à l'extrémité nord du mur est
- Roi Deva de l'Ouest (Virūpākṣa ; (chinois traditionnel : 廣目天王 ; pinyin : Guǎngmù Tiānwáng ; litt. « Roi Céleste qui voit tout »), tenant un serpent, à l'extrémité sud du mur ouest

Sur les murs intérieurs, entre les Rois Célestes, sont gravés en six langues différentes les textes sanskrits du "Usnisa Vijaya Dharani Sutra" (lit : Sutra-Dharani du Bouddha couronné victorieux) et du "Tathāgata-hṛdaya-dhāraṇī-sūtra" (lit : Sutra-Dharani du Cœur Tathagata), ainsi que des traductions du "Registre des mérites dans la construction de la pagode" en cinq langues, et des résumés du "Tathāgata-hṛdaya-dhāraṇī-sūtra" en deux langues (voir ci-dessous pour plus de détails). Les murs inclinés du plafond sont décorés avec des représentations des "Bouddhas des Dix Directions", cinq de chaque côté, l'espace entre eux étant occupé par de petites images des Mille Bouddhas du kalpa présent. La partie plate du haut du plafond est décoré de cinq mandalas des Cinq dhyani bouddhas.

## Inscriptions

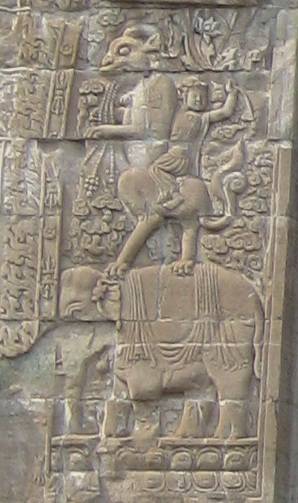
Bas-relief représentant un éléphant, situé sur un des coté de l'arche Sud

Les inscriptions gravées sur les murs intérieurs de la plateforme sont écrites en six types d'écritures différents :
- L'écriture Ranjana, utilisée pour écrire le sanskrit
- Alphasyllabaire tibétain, utilisée pour écrire le tibétain
- l'Écriture phagpa, créé sur ordre de Kubilai Khan et utilisé pour écrire le chinois, le mongol et l'Ouïghour
- l'Ancienne écriture ouïghoure, utilisée pour écrire le "vieil-ouïghour"
- Les caractères chinois, utilisés pour écrire le chinois
- L'écriture tangoute, utilisé pour écrire la langue Tangoute[17]

Chacune de ces six écriture est utilisée pour transcrire le texte sanskrit de deux Sutra-Dharani bouddhistes en gros caractères, un dharani-sutra dans chaque script sur chaque mur :
- Le Usnisa Vijaya Dharani Sutra (chinois traditionnel : 佛頂尊勝陀羅尼經 ; pinyin : Fódǐng Zūnshèng Tuóluóní Jīng) sur le mur est
- Le Tathāgata-hṛdaya-dhāraṇī-sūtra (chinois traditionnel : 如來心陀羅尼經 ; pinyin : Rúláixīn Tuóluóní Jīng) sur le mur ouest

En plus de ces deux Sutra-dharanis, on trouve également le "Registre des mérites dans la construction de la pagode", gravé en petit caractères et en cinq langues différentes :
- La version tibétaine, gravée en Alphasyllabaire tibétain,
- La version mongole, gravée en Écriture phagpa,
- La version ouïghoure, gravée en Ancienne écriture ouïghoure,
- La version chinoise, gravée en caractères chinois
- La version Tangoute, gravée en écriture tangoute,

Les versions tibétaine, mongole et ouïghoure du "Registre des mérites" sont écrites sur les murs est et ouest, tandis que les versions chinoise et tangoutes sont sur le mur est. On trouve également des inscriptions gravées en petits caractères chinois et tangoute sur le mur ouest, qui sont des résumés explicatifs du "Tathāgata-hṛdaya-dhāraṇī-sūtra".

### Mur Est

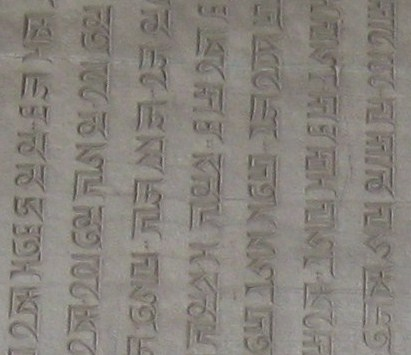
Détail du texte gravé en grands caractères phagpa

Les inscriptions sur le mur intérieur est du passage sont disposées comme suit :
- Panneau supérieur (0,40 m de haut) : 4 lignes de texte en écriture Ranjana, écrits à horizontale en grands caractères
- Panneau du milieu (0,55 m de haut) :
- 2 lignes de texte écrit en tibétain, à l'horizontale, en grands caractères. Transcription du texte sanskrit "Usnisa Vijaya Dharani ")
  - 4 lignes de texte écrits en tibétain, à l'horizontale, en petits caractères. Traduction tibétaine du "Registre des mérites ", partie 1.
- Panneau inférieur (1,55 m de haut) divisé en quatre sections. De gauche à droite, on trouve :
  - Colonnes de texte écrits à la verticale, en phagpa, (1,58 m de large). De gauche à droite, on trouve :
    - 20 colonnes de textes écrits à la verticales en grands caractères. Transcription du texte sanskrit "Usnisa Vijaya Dharani ".
    - 8 colonnes de textes écrits à la verticale en petits caractères. Traduction en mongol du "Registre des mérites ", partie 1.

  - Colonnes de textes écrits à la verticales, en ancienne écriture ouïghour (1,44 m de large). De gauche à droite, on trouve :
    - 20 colonnes de textes écrits à la verticale, en grands caractères. Transcription du texte sanskrit "Usnisa Vijaya Dharani "
    - 13 colonnes de texte écrits à la verticale, en petits caractères. Traduction en ouïgour du "Registre des mérites ", partie 1

  - Colonnes de textes écrits à la verticale en Tangoute (1,73 m de large). De droite à gauche, on trouve :
    - 27 colonnes de textes écrits à la verticale en grands caractères. Transcription du texte sanskrit "Usnisa Vijaya Dharani "
    - 11 colonnes de texte écrit à la verticale en petits caractères. Traduction en Tangoute du "Registre des mérites "

  - Colonnes de textes écrits à la verticale, en chinois (1,58 m de large). De droite à gauche, on trouve :
    - 21 colonnes de texte écrit à la verticale, en grands caractères. Transcription du texte sanskrit "Usnisa Vijaya Dharani "
    - 21 colonnes de texte écrit à la verticale en petits caractères. Traduction chinoise du "Registre des mérites ".

### Mur Ouest

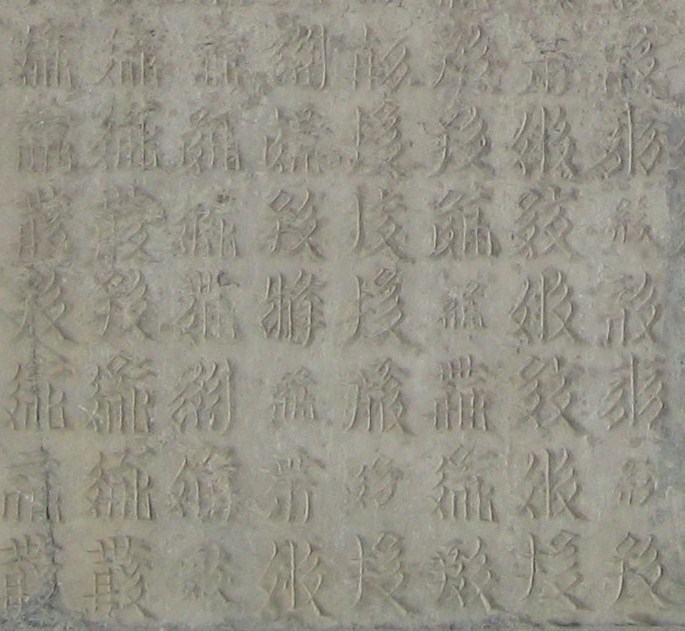
Détail du texte gravé en grand caractères Tangoutes

Les inscriptions sur le mur intérieur ouest du passage sont disposées comme suit :
- Panneau supérieur (0,40 m de haut) : 4 lignes de textes écrits à l'horizontale en grands caractères Ranjana
- Panneau du milieu (0,55 m de haut) :
  - 3 lignes de texte écrits à l'horizontale en grands caractères tibétain. Transcription du texte sanskrit "Tathāgata-hṛdaya-dhāraṇī-sūtra"
  - 4 lignes de texte écrits à l'horizontale en petits caractères tibétain. Traduction tibétaine du "Registre des mérites ", partie 2
- Panneau inférieur (1,55 m de haut) divisé en quatre sections. De gauche à droite, on trouve :
  - Colonnes de textes écrits à la verticale en phagpa (1,58 m de large). De gauche à droite, on trouve :
    - 19 colonnes de texte écrit à la verticale en grands caractères. Transcription du texte sanskrit "Tathāgata-hṛdaya-dhāraṇī-sūtra"
    - 14 colonnes de textes écrits à la verticale en petits caractères. Traduction en mongol du "Registre des mérites ", partie 2

  - Colonnes de textes écrits à la verticale en ancienne écriture ouïghour (1,50 m de large). De gauche à droite, on trouve :
    - 20 colonnes de textes écrits à la verticale en gros caractères. Transcription du texte sanskrit "Tathāgata-hṛdaya-dhāraṇī-sūtra"
    - 14 colonnes de textes écrits à la verticale en petits caractères. Traduction en ouïgour du "Registre des mérites ", partie 2

  - Colonnes de textes écrits à la verticale en Tangoute  (1,72 m de large). De droite à gauche, on trouve :
    - 26 colonnes de textes écrits à la verticale en gros caractères. Transcription du texte sanskrit "Tathāgata-hṛdaya-dhāraṇī-sūtra"
    - 13 colonnes de textes écrits à la verticale en petits caractères. Résumé du "Tathāgata-hṛdaya-dhāraṇī-sūtra" en langue Tangoute.

  - Colonnes de textes écrits à la verticale en chinois allant de droite à gauche (1,58 m de large) :
    - 21 colonnes de textes écrits à la verticale en gros caractères. Transcription du texte sanskrit "Tathāgata-hṛdaya-dhāraṇī-sūtra"
    - 20 colonnes de textes écrits à la verticale en petits caractères. Résumé du "Tathāgata-hṛdaya-dhāraṇī-sūtra" en langue chinoise

Le résumé du "Tathāgata-hṛdaya-dhāraṇī-sūtra" en chinois se termine par une inscription précisant qu'il a été écrit un jour propice du 9e mois de la 5e année de l'ère Zhizheng (1345) par un moine appelé Decheng (德成) du temple Baoji (寶積寺) à Chengdu. La version en ancienne écriture ouïghour du "Registre des mérites " se termine également par une date, mais elle est maintenant endommagée, et tout ce qu'on peut en déduire est qu'elle date de l'ère Zhizheng.

## Voir également
- Stèle de Sulaiman (en) – Une stèle érigée en 1348 dans les grottes de Mogao, sur laquelle est gravée le mantra bouddhiste Om mani padme hum dans les mêmes six langues différentes que sur la Plateforme Nuage.
- Piliers dharani tangoutes (en) – Deux piliers dharani érigés en 1502 et sur lesquels est gravé le « Sutra-Dharani du Bouddha couronné victorieux » en Écriture tangoute.